# Habcutz
Habcutz (en árabe: حبكوش‎, en francés: Hebkouch) es una localidad marroquí perteneciente al municipio de Trugut, en la región de Tánger-Tetuán-Alhucemas. Desde 1912 hasta 1956 perteneció a la zona norte del Protectorado español de Marruecos.